# Gruby Dąb (Gdańsk)
Gruby Dąb (niem.: Dicke Eiche) – dąb szypułkowy rosnący w dolinie Samborowo w Lasach Oliwskich, na obszarze Trójmiejskiego Parku Krajobrazowego. Jego grubość (obwód w pierśnicy) to 5,61 metra, natomiast wysokość według różnych źródeł to 25 lub 28 metrów. Prawdopodobnie jest to najpotężniejsze drzewo w Trójmieście. Jest pomnikiem przyrody o numerze 206A. Jego wiek jest oceniany na około 300 lat lub 360 lat, co czyni go przypuszczalnie najstarszym drzewem w Trójmiejskim Parku Krajobrazowym. Wypuszcza liście później niż inne drzewa i jedynie w górnej części korony.

## Turystyka
Z uwagi na swój rozmiar drzewo jest jednym z najbardziej interesujących turystycznie obiektów w Lasach Oliwskich, zaznaczono je już na niemieckiej mapie turystycznej z 1904 roku. Znajduje się przy nim duże skrzyżowanie szlaków pieszych i można do niego dojść z różnych kierunków. Stojący w bezpośrednim pobliżu pnia drogowskaz wymienia trzy kierunki: południowy (Szlak Skarszewski, Lipnik – 1,5 kilometra), północny (Szlak Skarszewski, Głowica – 1,5 kilometra – podana odległość jest błędna, prawdziwy dystans do Głowicy to około 3,2 kilometra), wschodni (bez szlaku, ulica Polanki – 1 kilometr). Ta ostatnia droga to najkrótsza i najszybsza możliwość dotarcia do Grubego Dębu z terenów zurbanizowanych. Należy skręcić z ulicy Polanki na zachód w ulicę Abrahama, dotrzeć do jej końca (krzyż ofiar wydarzeń grudniowych) i iść przez około pół kilometra skrajem dużej polany. Szlak Skarszewski również jest bardzo interesujący turystycznie, ale zawiera wiele bardzo stromych podejść i zejść (prowadzi strefą krawędziową moreny dennej), więc dotarcie nim do opisywanego drzewa wymaga dobrej kondycji. Przejście w kierunku Głowicy w gorszych warunkach pogodowych może nawet w niektórych miejscach wymagać użycia rąk celem utrzymania równowagi. Oprócz tras opisanych na drogowskazie, od Grubego Dębu odchodzi wyraźna, podwójna droga – nieoznakowana ścieżka dydaktyczna Trójmiejskiego Parku Krajobrazowego. Idąc w tym kierunku, po kilku kilometrach można także dotrzeć do innego bardzo istotnego przyrodniczo miejsca – rezerwatu przyrody Wąwóz Huzarów ze stanowiskami rzadkiego podrzenia żebrowca. W pobliżu drzewa, za drogowskazem, znajduje się prosty drewniany krzyż z napisem: „Jezus bierze krzyż. On wziął nasz krzyż. W pierwszą rocznicę śmierci twórcy drogi krzyżowej, świętej pamięci Franciszka Miszewskiego. Anno Domini 2008”. Otoczenie Grubego Dębu jest interesujące również dla badaczy przyrody z uwagi na rzadkie formacje leśne (grąd niski, buczyna kwaśna); występują tam m.in. takie gatunki roślin i grzybów, jak: przylaszczka pospolita, konwalia majowa, marzanka wonna, czarka austriacka, bezblaszka kulistozarodnikowa, literak właściwy, otwornica gorzka, daglezja zielona.